# 長野県道67号松本和田線
長野県道67号松本和田線（ながのけんどう67ごう まつもとわだせん）は、長野県松本市城東2丁目から小県郡長和町和田字桂の木に至る県道（主要地方道）である。

## 概要
本県道の一部区間（旧よもぎこば林道に並行する扉温泉経由の区間は除く）と旧よもぎこば林道は『アザレアライン』とも呼ばれている。
扉温泉周辺の区間は谷沿いの山深い地にある一本道であり、車一台が通れる程度の狭隘路である。舗装はされているものの自然劣化による凹凸の多い悪路となっている（旧よもぎこば林道がこの区間のバイパスとして機能しているため、松本方面より扉温泉に向かう観光客のために必要最低限の保守点検を行っている状況である）。
扉峠を経由し、500m程の区間を長野県道460号美ヶ原公園東餅屋線（ビーナスライン）と合流する。
なお、松本和田線の入山辺（扉温泉）から扉峠区間は土砂崩れのため2013年（平成25年）6月より終日全面通行止めとなっており、復旧の見通しは立っていない。
2016年（平成28年）1月29日から30日にかけて、扉温泉周辺にて雨氷を原因とする大規模な倒木が発生した。道路の一部が通行不可能になり、一時扉温泉地区の孤立化災害も発生した。

### 路線データ
- 起点：長野県松本市城東2丁目（城東二丁目交差点、国道143号交点）
- 終点：長野県小県郡長和町和田字桂の木（国道142号交点）

## 歴史
- 1982年（昭和57年）4月1日：美ヶ原公園線の一部、松本唐沢線を主要地方道松本和田線へ指定[3]。
- 1982年（昭和57年）9月13日：松本唐沢線を松本和田線へ変更。
- 1993年（平成5年）5月11日 - 建設省から、県道松本和田線が松本和田線として主要地方道に再指定される[4]。

## 路線状況

### 重複区間
- 長野県道460号美ヶ原公園東餅屋線（小県郡長和町和田）

## 地理
- 沿線には扉温泉、宮下ヒルズオートキャンプ場がある。

### 通過する自治体
- 松本市
- 小県郡長和町

### 交差する道路
- 国道143号（松本市城東2丁目・城東二丁目交差点、起点）
- 国体道路（やまびこ道路）（桜橋東交差点）
- 長野県道284号惣社岡田線（松本市惣社・惣社交差点）
- 長野県道285号湯の原荒町線（松本市里山辺）
- 長野県道297号兎川寺鎌田線（松本市里山辺・兎川寺交差点）
- 長野県道283号美ヶ原公園線（松本市入山辺）
- 長野県道460号美ヶ原公園東餅屋線（小県郡長和町和田）
- 国道142号（小県郡長和町和田、終点）